# Хосе Мігель Пей
Хосе Мігель Пей-і-Андраде (ісп. José Miguel Pey y Andrade; 11 березня 1763 — 17 серпня 1838) — колумбійський державний діяч, лідер анти іспанського руху, віце-президент і перший президент Колумбії (формально його посада називалась президент Відкритої ратуші Боготи). Став першим креолом на посаді правителя Колумбії.

## Біографія
Народився в Санта-Фе в родині судді Королівської авдієнсії. 1787 року вивчився на адвоката.
У січні 1810 року Пей став мером Боготи, та вже 20 липня того ж року, коли в столиці почались революційні виступи, була створена Верховна Народна Хунта Нової Гранади, президентом якої було обрано короля Антоніо Хосе Амара-і-Борбона, Пей отримав пост віцепрезидента. Оскільки Амар-і-Борбон відмовився від посади, президентом Хунти автоматично став Хосе Мігель Пей, який і підписав Акт проголошення незалежності Нової Гранади. 26 липня Хунта заявила про визнання монархом короля Фернандо VII, якого взяв у полон Наполеон, водночас нова влада Боготи не визнавала Центральну хунту й віце-короля. Під тиском громадської думки Пей був змушений 13 серпня заарештувати Амара-і-Борбона та його дружину, й після того перевіз їх до Картахени, звідки вони змогли виїхати на Кубу.
У березні 1811 року провінція Богота ухвалила власну конституцію, відповідно до якої було утворено нову Вільну Державу Кундінамарка, а на президентських виборах перемогу здобув Хорхе Тадео Лосано.
Коли на з'їзді представників провінцій Нової Гранади було проголошено державу Сполучені Провінції Нової Гранади, Кундінамарка відмовилась входити до її складу. Під час війни, що спалахнула в подальшому, Кундінамарка була змушена підкоритись, та, коли Сімон Болівар узяв Боготу, Пей 20 грудня 1814 року зайняв пост губернатора провінції Богота.
Після переміщення урядового Тріумвірату до Боготи Пей увійшов до його складу, а на початку 1815 року зайняв пост президента Сполучених Провінцій Нової Гранади. За 15 років, вже у державі Велика Колумбія, Хосе Мігель Пей увійшов до складу Президії, завданням якої було прийняти відставку генерала Рафаеля Урданети й запросити на пост президента Домінго Кайседо.